# Karlče
Karlče so naselje v Občini Kostanjevica na Krki.